# Cymoriza
Cymoriza là một chi bướm đêm thuộc họ Crambidae.